# Skive fH
Skive fH är en dansk handbollsklubb från Skive på Jylland. 2011-2012 spelade klubbens herrlag i den högsta handbollsligan i Danmark efter uppflyttning från division 1 under 2010/2011. Damlaget spelar säsongen 2011/2012 i den näst högsta serien. Klubbens spelar sina hemmamatcher i Skivehallarna. Klubben är en sammanslagning av Skive KFUM och Skive Håndboldklubb, detta gör klubben till en av Danmarks största handbollsklubbar med ca 600 medlemmar och 10 seniorlag.